# Молувенай
Молувенай (лит. Moluvėnai, пол. Malowanka) — деревня в Лентварском старостве, в Тракайском районе Вильнюсского уезда Литвы. Располагается в 4 км на западе от Григишек.

## Физико-географическая характеристика
В южной, старой части Молувенай стоит заброшенная Молувенская кенеса, построенная в конце XIX века на деньги, собранные караимской общиной.

## История
В XIX Молувенай был деревней, населённая преимущественно караимами. В конце XIX века на деньги, собранные караимской общиной, была построена Молувенская кенеса. Также через деревню проходит старое Каунасское шоссе, строившееся во время немецкой оккупации, некоторые из его участков используются и по сей день. 

## Население
| 1905                           | 1931 | 1959 | 1970 | 1979 | 1989 | 2001 | 2011 | 2021 |
| ------------------------------ | ---- | ---- | ---- | ---- | ---- | ---- | ---- | ---- |
| 9                              | 53   | 72   | 52   | 40   | 23   | 25   | 107  | 100  |
| Гистограмма динамики населения |      |      |      |      |      |      |      |      |